# Bradley Vering
Bradley Vering (* 21. August 1977 in Schuyler, Nebraska) ist ein US-amerikanischer Ringer. Er war 2007 Vize-Weltmeister im griechisch-römischen Stil im Mittelgewicht.

## Werdegang
Brad Vering begann bereits im Alter von sechs Jahren mit dem Ringen. Er besuchte die Howells High School in Howells, Nebraska, spielte dort American Football und betätigte sich im Ringen. Zunächst rang er noch in beiden Stilarten, konzentrierte sich aber schon bald auf den griech.-röm. Stil. In dieser Zeit wurde er dreimal Studentenmeister des Staates Nebraska im griech.-röm. Stil bei den High-School-Ringern.
Anschließend besuchte er die University of Nebraska-Lincoln und studierte dort Agricultur. Dieses Studium schloss er 2001 ab. Während seiner Studentenzeit wurde Brad Vering zweimal NCAA-Champion der Vereinigten Staaten (= US-amerikanischer Studentenmeister). Im Jahre 1997 wurde er erstmals auch bei einer internationalen Meisterschaft, der Junioren-Weltmeisterschaft in Turku/Finnland eingesetzt. Er belegte dort im griech.-röm. Stil im Mittelgewicht mit einem Sieg und zwei Niederlagen den 15. Platz.
In seiner bisherigen Laufbahn wurde Brad Vering u. a. von Mark Cody, Tim Neumann, Lee Schroeder und Momir Petković, dem Trainer der US-amerikanischen Nationalmannschaft der Ringer im griech.-röm. Stil, trainiert. Er ist seit 2002 Angehöriger des New York Athletic Club, trainiert aber meist im Trainingscenter des US-amerik. Ringerverbandes in Colorado Springs.
Brad Vering, der die US-amerikanische Meisterschaft im Mittelgewicht bisher viermal gewann, startete ab 2002 regelmäßig bei internationalen Meisterschaften. Bei den Weltmeisterschaften 2002 in Kairo und 2003 in Créteil/Frankreich belegte er jeweils einen guten 5. Platz. Bei den Olympischen Spielen 2004 in Athen startete er im Mittelgewicht, verlor aber beide Kämpfe, die er zu bestreiten hatte, nämlich gegen Mohamad Abd El Fatah aus Ägypten u. Muchran Wachtangadse aus Georgien und belegte den 11. Platz.
Erfolgreicher schnitt Brad Vering bei den Pan American Games bzw. Championships ab. 2007 gewann er in San Salvador und in Rio de Janeiro jeweils im Mittelgewicht, nachdem er 2003 in Guatemala bzw. Santo Domingo schon jeweils den 2. Platz belegt hatte.
Seinen bisher größten Erfolg in seiner Ringerlaufbahn feierte er bei der Weltmeisterschaft 2007 in Baku. Er wurde dort Vize-Weltmeister. Dabei gelangen ihm fünf Siege. Unter den von ihm besiegten Ringern war u. a. auch Jan Fischer aus Deutschland. Im Finale unterlag er ziemlich deutlich mit 0:9 Punkten gegen Alexei Mischin aus der Russland.
Seit 2006 ist Brad Vering Assistent-Trainer an der University of Northern Iowa. Zur Zeit bereitet er sich auf die US-amerik. Ausscheidung für die Olympischen Spiele in Peking vor. Er hofft, sich dort gegen seinen härtesten Rivalen Jacob Clark, den US-Meister im Mittelgewicht von 2006, durchsetzen zu können.
Bradley Vering gelang es, sich für die Olympischen Spiele in Peking zu qualifizieren. In Peking rang er im Mittelgewicht und besiegte in der 1. Runde den starken Polen Artur Michalkiewicz nach Punkten. In der nächsten Runde unterlag er aber dem Armenier Dennis Forow nach Punkten. Da Forow aber nicht in das Finale kam, schied er aus und belegte den 12. Platz.

## Internationale Erfolge
(OS = Olympische Spiele, WM = Weltmeisterschaft, GR = griech.-röm. Stil, Mi = Mittelgewicht, bis 84 kg Körpergewicht)
- 1997, 15. Platz, Junioren-WM in Turku/Finnland, GR, Mi, mit einem Sieg über Mojtaba Shirmandi, Iran u. Niederlagen gegen David Millien, Frankreich u. Henri Papaschwili, Israel;
- 2002, 5. Platz, WM in Moskau, GR, Mi, mit Siegen über Tarvi Thomberg, Estland u. Andrea Minguzzi, Italien u. einer Niederlage gegen Mohamad Abd El Fatah, Ägypten;
- 2002, 3. Platz, World Cup in Kairo, GR, Mi, hinter Mohammed Abd el Fatah u. Nazmi Avluca, Türkei u. vor Xu Yong, Volksrepublik China u. Maruare Magrbi, Tunesien;
- 2003, 2. Platz, Pan American Championships in Guatemala, GR, Mi, hinter Luiz Enrique Mendez Lazo, Kuba u. vor Juan Ramirez, Venezuela u. Javier Hernan Broschini, Argentinien;
- 2003, 2. Platz, Pan American Games in Santo Domingo, GR, Mi, hinter Luiz Enrique Mendez Lazo u. vor Eddy Enrique Bartoluzzi, Venezuela u. Javier Hernan Broschini;
- 2003, 5. Platz, WM in Créteil/Frankreich, GR, Mi, mit Siegen über Li Daxin, China, Michael Jauch, Schweiz u. Tuomo Mäntylä, Finnland u. einer Niederlage gegen Fritz Aanes, Norwegen;
- 2004, 11. Platz, OS in Athen, GR, Mi, nach Niederlagen gegen Mohamad Abd El Fatah u. Muchran Wachtangadse, Georgien;
- 2005, 29. Platz, WM in Budapest, GR, Mi, nach einer Niederlage gegen Dante Harebaschwili, Georgien;
- 2006, 1. Platz, Haparanda Cup, GR Mi, vor Jacob Clark, USA, Oleg Scholakow, Russland und Dimitri Saporoschtschenko, Ukraine;
- 2007, 3. Platz, Ion Cornianu Memorial in Brașov, GR, Mi. hinter Badri Chassaia, Georgien u. vor Zoltán Fodor, Ungarn;
- 2007, 1. Platz, Pan American Championships in San Salvador, GR, Mi, vor Christian Mosquera, Kolumbien u. Jose Antonio Arias Pareles, Domin, Rep.;
- 2007, 1. Platz, Pan American Games in Rio de Janeiro, GR, Mi vor Eddy Enrique Bartoluzzi u. Jose Antonio Arias Pareles;
- 2007, 2. Platz, WM in Baku, GR, Mi, mit Siegen über Nikola Knezevic, Montenegro, Bolati Abdullajew, Ukraine, Jan Fischer, Deutschland, Hassan Salman Thamesebi, Iran u. Kim Jung-Sub, Südkorea u. einer Niederlage gegen Alexei Mischin, Russland;
- 2008, 1. Platz, World Cup in Szombathely, GR, Mi, vor Taleb Nariman Nematpour, Iran, Zaur Karegow, Russland u. Wladimir Gegeschidse, Georgien;
- 2008, 1. Platz, Grand Prix von Slowenien, GR, Mi, vor Marian Mihalik, Slowenien, Nenad Ugaj, Kroatien u. Chas Betts, USA;
- 2008, 12. Platz, OS in Peking, GR, Mi; Sieger: Andrea Minguzzi, Italien vor Zoltán Fodor, Ungarn